# Puellina gattyae
Puellina gattyae is een mosdiertjessoort uit de familie van de Cribrilinidae. De wetenschappelijke naam van de soort is, als Lepralia gattyae, voor het eerst geldig gepubliceerd in 1852 door Landsborough.